# رشيح
رَشِيح جنس من النباتات في الفصيلة الخيمية. توجد في جنوب غرب آسيا والقوقاز. أزهارها صغيرة القد لونها إلى الصفار الباهت. أوراقها متعاقبة. السفلى سنانية النصل عادمة التسنين.